# 沢田綱吉
沢田 綱吉（さわだ つなよし）は、天野明作の漫画作品『家庭教師ヒットマンREBORN!』に登場する架空の人物で、本作品の主人公。原作・アニメ共に標的1（第1話）から登場。
担当声優は國分優香里、10年後は浪川大輔。舞台版では竹中凌平が演じる。

## 人物
10月14日生まれの天秤座でA型。家光と奈々を両親に持つ日本人。物語開始時点で並盛中に通う1年生。作中で2年生に進学し、その時点（14歳）で身長157センチメートル、体重46.5キログラム。好きなゲームは音楽ゲー、落ちゲー。好きな音楽は歌謡曲。子供のころの夢は巨大ロボになること。
基本的な通称は「ツナ（君・さん）」。勉強も運動も苦手で何をやらせても冴えないため、クラスメートからは「ダメツナ」と呼ばれている。獄寺隼人からは「10代目」、奈々や10年後の笹川京子からは「つー君」や「ツッ君」と呼ばれている。一人称は「オレ」。非常識な出来事を受け入れてしまう人物が多い作中において、数少ないツッコミキャラ・常識人である。また、全くボケを行うことのない唯一のキャラクター。
ジャンプ誌上の人気投票では、第1回2位→第2回「人気キャラ部門」1位→第3回「男性部門」2位→第4回「キャラ部門」「十年後が見たい部門」1位→第5回1位。なお、連載版では一人っ子だが、連載前に『週刊少年ジャンプ』に掲載された読みきり版では（顔出しはしなかったが）姉がいるという設定だった。
小説の隠し弾シリーズでは、一度も直接は登場しない。

### 性格
当初は何かにつけて弱気で逃げ腰な性格であったが、話の進行につれて正義感や勇気を持つ性格に成長していく。元来争いを好まない優しい性格の持ち主であり、歴代ボンゴレボスの中でも特に穏健派と言われるボンゴレIX世ですら「マフィアのボスにはあまりにも不向き」と言わしめ、六道骸からも度々「その甘さが命取りだ」などと指摘されている。力みすぎて空回りした時には、リボーンから「おまえはヒーローになんてなれない男」と諭されたこともある。
生命を軽んずる行為をよく思っておらず、ヴァリアー編における嵐の守護者戦で勝利にこだわるあまり自らの生命を犠牲にすることも厭わない獄寺や、代理戦争編でアルコバレーノの寿命から弱気になるリボーンに怒りを露わにしたこともある。
超死ぬ気モードでは、普段とは打って変わって冷静沈着な言動が目立つが、それでも戦闘中ですら非情になることはなく、相手に対し同情することもある。

### 交友関係
優しい性格で面倒見がよく、沢田家で居候となっているランボやイーピン、フゥ太とは本当の兄弟のような関係を築いている。彼自身は、同じ並盛中に通う笹川京子に対し、好意を抱いている。また、三浦ハルからは一方的に思いを寄せられている。
山本武とは補習仲間であると同時に無二の親友。獄寺隼人からは当初、同い年であり日本人のボス候補ということで信用されていなかったが、対決した際に命を救ったことで「10代目」として敬愛される。また、笹川了平からは死ぬ気状態のツナに負けて以来、「ボクシングの才能がある」と確信されてしまい、ボクシング部にしつこく入部を勧められている。未来編の中盤で、自分たちの戦いについて京子らに明かした際、殴られたこともある。
当初は山本や了平ら一般人をマフィア関連の物事に巻き込むことに反抗していたが、『VSヴァリアー編』でランボ・山本・獄寺・笹川らが守護者に選出され、10年後の世界ではともにファミリーの仕事に従事している。

### マフィアのボス
前述のとおりイタリアのマフィア「ボンゴレファミリー」初代ボスの末裔で、よりボスに相応しいとされた3人の候補者が亡くなったことにより、ボンゴレIX世により10代目候補として選出される。そのため、ボスに相応しい人物に成長するための家庭教師としてアルコバレーノのリボーンが派遣された。しかし、ツナ本人はマフィアになることを頑なに拒んでおり、また物語当初には赤ん坊に教育されることに困惑していたため、リボーンを従弟だと紹介していた。
ボンゴレファミリーのボスに必要不可欠な「ブラッド・オブ・ボンゴレ」を受け継いでおり、「超直感」という常人を遥かに凌ぐ直感力を持っている。『VS黒曜編』において、「小言弾」を使用した際に研ぎ澄まされた超直感を発揮したが、それ以前から死ぬ気状態でなくても超直感を見せることがあった。
当初は武器を持つことすら頑なに拒み、ディーノからお古の鞭を与えられるも定着することはなかった。『VS黒曜編』以降は、レオンから「小言弾」とともに生み出された特殊なグローブ「Xグローブ」を使用するようになる。グローブを武器としたのはボンゴレI世も同様で、リボーンによるグローブの特訓ではI世の特訓を参考にしたプログラムが組まれた。その結果、I世が使用した「死ぬ気の零地点突破」も習得している。『未来編』では修行で独自に「X BURNER」を編み出すが、技を放つ際のバランスが悪く反動に耐え切れなかったため、未完成のままだった。メローネ基地に突入後、戦闘後に自分を匿ってくれたスパナから専用のコンタクトディスプレイを受け取ったことで、バランスを改善してX BURNERを完成させた。
『VSヴァリアー編』では、正当後継者を名乗るXANXUSとのボンゴレリング争奪戦で勝利し、正式にボンゴレファミリーの正統後継者となり、その証として完全形の「大空のボンゴレリング」を持つこととなる。また、ボンゴレリングは、白蘭との戦いの際にボンゴレ1世が、枷を外し「オリジナルのボンゴレリング」となった。『継承式編』で、ボンゴレリングはシモンファミリーによって砕かれてしまうが、最古の彫金師タルボの手によって「ボンゴレギア」へと生まれ変わった。

## 本作の行動

### VS黒曜編
ボンゴレIX世よりマフィアの刑務所から脱獄した六道骸一味の討伐を命じられ、リボーン・獄寺・山本・ビアンキとともに、アジトである廃墟「黒曜ヘルシーランド」へ乗り込む。
捕らわれた黒曜中生徒として現れた六道骸の秘めた悪意を感じ取る、骸として対峙した影武者のランチアの元来の性格を見抜く、マインドコントロールを受けたフゥ太の“望むこと”を感じ取るなど、このころから常人より優れた直感力を発揮するようになる。しかし、当の骸との戦いでは「死ぬ気弾」の使用が不可能だったこともあり、獄寺とともに駆けつけた雲雀恭弥に救われる形となった。
その後、「憑依弾」を使用した骸の非道な手段に怒り、レオンより生み出された「Xグローブ」と「小言弾によるハイパー死ぬ気モードにより骸に憑依された千種と犬を圧倒、同じく憑依状態にあった獄寺とビアンキを身を挺して救い、それまでと見違えるほどの活躍を見せた。骸本人とも激戦を繰り広げ、最後は人間道のどす黒いオーラを死ぬ気の炎で浄化して、勝利を収めた。

### VSヴァリアー編
街中でスクアーロとバジルの戦いに巻き込まれる。バジルよりボンゴレリングとXANXUSの存在を教えられ、死ぬ気モードとなり獄寺・山本とともにスクアーロと交戦するが全く歯が立たず、リングも持ち去られてしまう。後に持ち去られたリングは偽物と発覚するが、ツナは否応なくリング争奪戦に挑むこととなる。
家光によってツナ側の守護者として獄寺・山本・了平・ランボ・雲雀・骸（クローム髑髏が代行）が選出されたが、今のままではXANXUS側の守護者に歯が立たないことは明白であったため、ランボ以外のそれぞれに家庭教師をつけて特訓を行った。ツナはリボーンの指導の下で、ハイパー死ぬ気モードに耐えうる体作りを開始した。
リング争奪戦では、雷の守護者戦において瀕死となったランボを助けるが、妨害行為とみなされ大空のリングは没収されてしまう。ランボを守ったもののリングを失ったことに悩むツナは、「もっと強くなりたい」との思いからバジルを相手に特訓を行い、ボンゴレI世が使ったとされる「死ぬ気の零地点突破」の習得を目指すこととなる。雲の守護者戦直前に、自分なりの「死ぬ気の零地点突破」を完成させ、暴走していたゴーラ・モスカを倒すが、動力源とされていたボンゴレIX世に重傷を負わせてしまう。
IX世すらも利用して自らの野望のためにボスの座を奪おうとするXANXUSに対し、ツナはX世を継がせないことを決心する。その後、改めて行われた大空戦ではXANXUSの戦闘力に圧倒されるが、その最中「死ぬ気の零地点突破・改」やI世が使用した「死ぬ気の零地点突破・初代エディション」を習得し、ツナ自身もボロボロになりつつも勝利を勝ち取る。

### 未来編

#### 10年後のツナ
ボンゴレファミリーの10代目ボス（ボンゴレX世〈デーチモ〉/10代目）としての道を歩んでおり、並盛町の地下にボンゴレの重要拠点を建造するなど手腕を振るっている。日頃からボンゴレの存在自体に疑問を持つなど、争いを好まない性格は変わっていないようで、争いの火種となるという理由からボンゴレリングを破棄するよう守護者に指示している。
γなど多くのミルフィオーレファミリーの目の前で射殺されてしまったらしく（実際は、処刑に使用した弾を入江が死ぬ気弾に似た特殊弾にすりかえていたため、仮死状態となって生きており、また棺桶も敵の注意を引くためのカモフラージュであった）、白蘭を倒すために、10年前の自分と守護者をボンゴレリングとともに、この時代に呼び寄せる密約を入江正一や雲雀と交わしていた。
ボンゴレボスとなる覚悟が試される試練を乗り越えた末、Xグローブ Ver.V.R.を完成させており、10年前のツナがラル・ミルチとの特訓の末、たどり着いた戦闘力を遥かにしのいでいたとされる。

#### 現代のツナ
炎の属性 ： 大空、大地（36巻以降）
所持リング ： 大空のボンゴレリング、ランチアのリング、アニマルリング（ナッツ）
所持匣 ： 天空ライオンVer.V
10年バズーカを受けて消えたリボーンが帰ってこないことを大人ランボに聞こうとするが、誤って自らも被弾してしまい10年後（正確には9年と10か月ちょっと）の未来に飛ばされた。棺桶の中で目を覚まし、出会った10年後の獄寺から事情を聞こうとするが、答えを得る前に獄寺は現代の獄寺と入れ替わってしまう。10年後のラル・ミルチや山本に導かれて並盛町のボンゴレ地下アジトでリボーンと再会、10年後の世界について説明を受ける。
当初はリングや匣に関して知識がなく、太猿との戦いではハイパー死ぬ気モードにより勝利を収めるが、強力な必殺技の必要性を痛感することとなる。傷の治癒を待ってラルが家庭教師となり、10年後の雲雀を相手に戦闘訓練を行う。雲雀との修行の最中にボンゴレボスとなるための試練を乗り越え、Xグローブをver.V.R.へと進化させた。「ver.V.R.」では、それまでとは炎の性質が異なる点に着目して「X BURNER（イクス バーナー）」を考案する。
ボンゴレ側勢力によるミルフィオーレに対する一斉攻勢に呼応して、ラル・獄寺・山本・了平とともに日本支部への突入を敢行する。最初に遭遇したデンドロ・キラムに対し、未完成のX BURNERにより圧勝する。その後、ジンジャー・ブレッド戦で手傷を負ったラルに代わってストゥラオ・モスカを押さえるための囮となりスパナ操るキング・モスカと交戦、X BURNERを万全の態勢で放つことを狙うもままならず、絶体絶命のピンチに陥る。リボーンの助言で、捨て身の空中X BURNER「X BURNER AIR（イクス バーナー エアー）」を放ちモスカを破壊するが、ツナ本人も反動に耐え切れず壁に激突し気絶してしまう。絶体絶命と思われたが、X BURNERに興味を持ったスパナの独断によって密かに助けられ、X BURNERの完成のための協力を持ちかけられる。
スパナの造反を感じ取った入江の指示により、基地内を捜索していたアイリス・ヘプバーンとジンジャー・ブレッドによって発見される。死茎隊の圧倒的な力と瞬発力にツナは苦戦したが、スパナから「コンタクトディスプレイ」を提供され、最大炎圧（20万FV）で完璧なX BURNERを放ち、退ける。
スパナとともに白い装置を目指すが、目前で立ちはだかった「幻剣」や「霧の2番」で武装した幻騎士との戦闘に突入する。連戦により消耗の激しいツナは苦戦を強いられるが、「死ぬ気の零地点突破・改」により幻騎士の幻剣を白刃取りし、優位に戦闘を進める。幻騎士はヘルリングにより力を増大させ、獄寺ら守護者の幻覚を生み出してツナを追い込むが、最終的には最大出力を超える「X BURNER 超爆発」により勝利を収めた。なお、この際に最後の力を振り絞って逃げる幻騎士を見逃している。
白い装置の前に辿り着いたツナを待っていたものは、入江の思いもよらない告白とイタリアの主力戦におけるヴァリアー勝利の知らせであった。喜び勇むツナや守護者と入江であったが、白蘭から真6弔花の存在と、今後の戦いについての連絡が入る。またこの際、10年後の自分から入江に託されたボンゴレ匣を入手する。
10日間の後に行われたミルフィオーレファミリーとのチョイスには、獄寺・山本・入江・スパナとともに参加。遭遇した真6弔花のトリカブトと交戦してボンゴレ匣「天空ライオンVer.V」を駆使して退けたかに見えたが、トリカブトの生み出した幻覚空間によって方向空間を乱されてしまう。X BURNERで空間を打破し、窮地に陥った基地ユニットの援護に向かうが、たどり着いたときには既に入江の炎は消えていた。アルコバレーノのおしゃぶりを持ち出したユニの離反によってボンゴレリングは奪われなかったものの、追っ手から逃れるためにボンゴレ地下アジトからの逃亡を余儀なくされてしまう。
川平不動産でトリカブトによってユニが連れ去られた際には、γらの助けを得てトリカブトを撃破。X BURNERによって致命的な損傷を負わせ、チョイス戦における雪辱を果たした。
周囲にいる者から、無差別に死ぬ気の炎を吸い取り続けるGHOSTに対して死ぬ気の零地点突破・改を使って対抗し、死ぬ気の炎の吸収合戦の末にGHOSTを倒す。
全ての死ぬ気の炎を吸収した白蘭の前に圧倒的不利な状況に陥り、ミニ白竜で心臓に一撃をくらうが、首にまいていたランチアのリングが盾となって守られた。ツナの覚悟の前に、大空のボンゴレリングからボンゴレI世が突如現れ、ボンゴレリングの枷を外されて原型のボンゴレリングに戻す。その力で白蘭の翼をへし折るくらい圧倒する力を得るも、ユニとγがおしゃぶりに死ぬ気の炎を全て注入してしまい、消滅してしまう。その姿を、白蘭が道具扱いにして馬鹿にしたため、激怒。最大出力のX BURNERを放ち、白蘭の技ごと白蘭を消滅させた。その後、ユニが死ぬ気の炎を注入したおしゃぶりからアルコバレーノが復活。その力で過去にあるマーレリングを封印した。そして、入江の装置により現代に帰った。

#### アルコバレーノ編
アルコバレーノの証を得るために、一時的に10年前の世界に帰還。コロネロから「戦闘力」、スカルから「魅力」、バイパーから「適応力」、風から「指導力」、アリアから「包容力」、リボーンから「ボス力」、ヴェルデから「直感力」の試練を受ける。このうち、リボーンの「ボス力」のみ合格できなかったが、直後にリボーンの叱咤を受けて心のどこかで修行の延長と考えていた自分の甘さに気づき、仲間を守る覚悟を固めてヴェルデの試練に臨む。その後、リボーンに頭を下げて再試練を志願するが、自身の覚悟を認められ合格。すべての印を与えられた。

#### I世ファミリー編
I世ファミリーの認定試験を受けるため、再度10年前の世界に帰還。大空のアルコバレーノ代理として、ツナの家庭教師となったユニを居候させることになる。リボーンやユニと共に全員の試験を見守り、霧の試験では獄寺と共に自身らの幻影と戦い、ボンゴレファミリーを自身の望む形にせんとするデイモンに対し、仲間を守れないならボンゴレなどいらないと言い放った。その後のデイモンとの戦いでは、骸の助けもあってX BURNERを喰らわせた。その後、出現したI世により、各試験においてそれぞれの守護者のことを第一に考え、仲間を守る覚悟を見せたとして、継承を認めると言い渡される。

### 継承式編
転校してきたシモンファミリーの古里炎真と意気投合する。リボーンから自分が正式なボンゴレの10代目ボスとなるための継承式が開かれることを聞かされ、また継承式当日までシモンファミリーの警護を受けることになる。前述通りボスとなることを頑なに拒んでいたため、9代目に継承式の件を断ったが、直後に山本が重傷を負わされたことを知り、犯人を捕まえるために継承式に出ることを決意する。継承式では、正体を現した炎真に押されてしまい敗北。破壊されたボンゴレリングをボンゴレギア「大空のリングver.X」にバージョンアップし、シモンの聖地に向かうが、獄寺vsSHITT・P!後に乱入してきた炎真の告白により戦意喪失したものの、雲雀の言葉により救われる。雲雀vsアーデルハイト戦後、加藤ジュリーに憑依していたデイモンによって真実を知り、白蘭によって復活した山本とも合流した。シモンのアジトに辿り着いたツナは、怪物と化した炎真を救うため、形態変化することを決意し、古里炎真と戦闘。暴走した炎真を、ボンゴレギアの能力によって鎮めて勝利する。戦闘後、ツナたちは正気を取り戻した炎真と和解し、骸vsジュリー（デイモン）戦の後に現れた復讐者に暴走したデイモンの討伐と引き換えに、今までに投獄した仲間たちの解放を約束させ、炎真と共にデイモンと対峙する。戦いの中で、全てが裏でデイモンの仕掛けたことだということがわかり、ツナと炎真は怒りを露にし、抜群のコンビネーションを発揮してデイモンに攻撃する。その後、逆上してきたデイモンの攻撃により、即死寸前まで追いつめられるが、ボンゴレとシモンが起こした奇跡により大地の炎を体得し、ついにデイモンを撃破することに成功した。

### 虹の呪い編
リボーンチームの代理として参加。マーモンチームと共に、尾道から最初に虹の代理戦争用のリボーンチームの腕時計の箱を受け取った。
最初のバトル開始直後に家光と遭遇、普段のダメ親父っぷりから家光の強さを見誤ったせいで敗北。ボスウォッチの破壊を見逃す代わりに、コロネロチームとの同盟を余儀なくされる。
その後、同盟を組んでいるユニチームと合流中にバトル開始、ヴェルデチームと戦っている隙をついたコロネロチームの襲撃で、ツナを庇い白蘭が敗れユニチームが敗退。単身家光のもとに乗り込むも全く相手にならないが、呪解をしたリボーンが駆けつけ、家光と戦いを繰り広げる（ツナは正体に気づかなかった）。自分が家光より強いという驕りを持っていることを指摘され、改めて家光と戦い、引き分ける。
復讐者の闇討ちをからくも退けた後、バミューダチーム相手に遭遇した骸たちヴェルデチームと一時手を組み、チームの連携で復讐者二人を撃破。自身もボスウォッチを庇い攻めきれずにいたが、リボーンの叱咤によってリーダーのジャックを倒す。
その様子を見ていたバミューダとイェーガーに復讐者たちの正体と、この代理戦争の目的がアルコバレーノの世代交代であること、この戦いが終わればアルコバレーノは死ぬか復讐者になってしまうことを告げられる。そこで、バミューダがリボーンを仲間に勧誘するが、彼らがチェッカーフェイスへの復讐のために自分たちはおろか、アルコバレーノたちも巻き添えにしようとしていることに反発。結果、イェーガーと戦うことになるが一瞬で背後をとられ、敗北。
ツナではイェーガーに敵わないと感じたリボーンからは、代理戦争から手を引くよう言われ葛藤。どうすべきか悩んでいたがランボの行動によってアルコバレーノを救う手立てを見出し、タルボに相談する。さらにバミューダチーム打倒のため、他のチーム全てを集収し、協力を図る。
そして炎真、バジルとともに遊撃隊としてアレハンドロとジンジャー・ブレッドを撃破。さらにスモールギアとビッグピノと戦っている獄寺、山本、クローム、フランと合流し苦戦するも、獄寺と山本の機転により、これを撃破する。その後、白蘭たちボス連合を圧倒するイェーガーのもとに、救援として参戦。復讐者が、バミューダから炎エネルギーを得て戦っていることを見破り、雲雀と骸の援護を受け、イェーガーを撃破する。
呪解をしたバミューダと一対一の戦いとなるも、相手の圧倒的な炎量とショートワープによって追い詰められるが、呪解したリボーンから死ぬ気弾を受けたことによって「死ぬ気の到達点」に達しバミューダを撃破、代理戦争に優勝する。
その後、現れたチェッカーフェイスに次期アルコバレーノの筆頭候補とされたが、タルボが持ってきたおしゃぶりの新たな器によってアルコバレーノの存在が必要なくなり、アルコバレーノの呪いを解くことに成功する。
平和な日常に戻った後もボンゴレ10代目になる決意はせず、京子に想いを告げることも上手くいかない。だが、仲間が出来たことや、リボーンとの出会いを喜ぶのだった。

## 技・使用武器など
死ぬ気弾（死ぬ気モード）
ボンゴレファミリー#死ぬ気弾参照。
小言弾（ハイパー死ぬ気モード）
家庭教師ヒットマンREBORN!#特殊弾参照。
死ぬ気の零地点突破
初代ボンゴレボスが編み出したとされる技で、死ぬ気モードとは逆の境地にあるマイナスの状態に位置する技である。発動前はノッキングするような不規則な炎を放出して瞬くような炎になり、ツナは導き出された技を総じて「零地点突破」と呼んでいる。零地点突破には以下の種類がある。
死ぬ気の零地点突破
普段よりも死ぬ気の発散を減らし、相手の死ぬ気の炎によるダメージを中和してダメージを抑えることができる。元々は沢田綱吉が、初代の「死ぬ気の零地点突破 初代（ファースト）エディション」を目指して修行した結果生まれたオリジナルの技で、体への負担が大きいため多用はできない。後に沢田綱吉は、その欠点を克服した「死ぬ気の零地点突破・改」を超直感で編み出している。
死ぬ気の零地点突破・改
「死ぬ気の零地点突破」を改良した技で、炎の属性は問わず、相手の死ぬ気の炎のダメージを軽減するだけでなく、吸収して自分のエネルギーに変換することができる。使用時は、右手の手の平と左手の手の甲を相手に向けて組み合わせ、四角形を作る独自の構えが特徴である。沢田綱吉が、「死ぬ気の零地点突破」をベースに超直感で編み出したオリジナルの技である。10年後の世界ではボンゴレの象徴の技の1つとして知られており、スパナが改良したモスカにはこれをヒントにした機関が搭載されている。ミルフィオーレ日本支部突入に際して幻騎士戦で、これを応用した白刃取りによって劣勢にあった戦況を一転させた。未来決戦編ではGHOSTと対決するにあたり、あたり1面炎を吸収するという能力に対し、この技でこちらも吸収するという作戦に挑み、GHOSTを吸い込んだが、その炎は白蘭のもとへ行くこととなった。
死ぬ気の零地点突破・初代（ファースト）エディション
ボンゴレ初代ボスが使ったとされる伝説的な技で、自らの死ぬ気の炎を強力な冷気に変換して対象を凍らせることができる。その威力は強力で未来編でモスカの多重層を16,300層まで凍らせるほどである。氷は死ぬ気の炎のような超圧縮エネルギーのため通常は溶けることはなく、死ぬ気の炎でのみ解凍することができる。この技は身内同士の対決となったときのため、死ぬ気の炎を封印するために初代ボンゴレによって編み出されている。後に、XANXUSがクーデター「ゆりかご」を決行した後に、9代目によってこの技で8年間凍らされている（冷凍仮死状態）。また、沢田綱吉はXANXUSとの戦闘中に、自らの超直感によってこの技に到達している。10年後の世界では、伝説のボンゴレ奥義として知られている。
Xグローブ（イクスグローブ）、Xグローブ Ver.V.R.（イクスグローブ バージョン ボンゴレ リング）
レオンによって生み出されたツナ専用のアイテム。普段は手の甲部分に27（ツナ）と刺繍してあるミトンだが、死ぬ気弾や小言弾を受けたり死ぬ気丸を服用して「死ぬ気モード」となった時だけ、手の甲部分にX（10代目の10）の刻印が入った特殊なグローブに変わる。死ぬ気弾と同じ素材でできているため、死ぬ気の炎を灯すことが出来る。
10年後の世界ではツナがボンゴレの業を引き継ぐ覚悟が試される試練を乗り切ったことで、指に装着した大空のボンゴレリングを手の甲に宿し、純度の高い死ぬ気の炎を灯せる「Ver.V.R.」へと進化した。通常のXグローブとは異なりある地点から急にパワーが跳ね上がる特性があり、それに伴って気力の消耗も著しく激しくなる。そのため、Xグローブと比較して格段に制御が難しい。なおVer.V.R.になってからは、手の甲の紋章が「初代エディション」時は『I』の紋章に、「改」時は『X』の紋章に変化するようになった。
シモンとの戦いでボンゴレギアとなってからは、手の甲にボンゴレの紋章とその上にXの紋章が入った赤色のグローブに変化し、ツナの特性に合わせた性能を持つようになった。
コンタクトディスプレイ
声 - 中村祐子
10年後の世界でスパナがツナのために作り上げたX BURNER専用アイテム。ツナが装着しているヘッドフォンと音声で連動しており、情報は耳からも伝えられる。ツナの「オペレーションX（イクス）」のかけ声とともに、自動的にX BURNERの発射誘導プログラムを開始する。ディスプレイには両手の炎の出力が表示されており、上のスロットルバーは右手のver.V.R.の炎(剛)を赤く、下のスロットルバーは左手の通常の炎(柔)を緑色で表示する。両手の位置で動くターゲットが出現すると、上下のバランスラインが伸びる。左右の出力値表示と照準機能によって、安定したX BURNERの発射が可能となった。なお完全に安定した状態で放つ為には、ターゲットを中心に合わせて左右のバランスラインを全く同じ一直線にし、ディスプレイの中心にXの文字が浮かび上がらせてから発射する。
現代のスパナも受け継いだ未来の記憶を元に新しいヘッドフォンとコンタクトを完成させ、ツナたちが継承式から帰宅した際に、現代の正一からの手紙と共にツナに送られた。
X BURNER（イクス バーナー）
通常の死ぬ気の炎とVer.V.R.の死ぬ気の炎を同時に使用する。出力調整に容易な通常のXグローブの柔の炎で姿勢を制御し、出力調整が難しいが爆発的なエネルギーを放出するver.V.R.の剛の炎を相手にぶつける。2つの炎の的確な制御が必要な技であり、当初は左右の炎圧に制御に苦戦していた。空中で放つ場合は「X BURNER AIR（イクス バーナー エアー）」と呼ばれるが、足場が無い分姿勢の制御ができない。
スパナから提供されたコンタクトディスプレイによってブレなく放つことが可能となり、初めて完全な状態で撃ったX BURNERはメローネ基地の3区画を一撃で消し飛ばすほどの破壊力となった。また、幻騎士戦では卑劣さに激怒したツナがスパナの想定値(20万FV)以上の力を込めて放った「X BURNER超爆発（イクス バーナー ハイパーイクスプロージョン）」によってさらなる破壊力を見せている。

Xストリーム（イクスストリーム）
ツナが死茎隊に使用した技で、敵の肉体の周囲を旋回しながら超高速で移動し相手の器官を片寄らせる技。
死ぬ気丸（しぬきがん）
家庭教師ヒットマンREBORN!#道具を参照。
匣（ボックス）兵器
天空ライオンVer.V（レオネ・ディ・チェーリ バージョンボンゴレ）
声 - 稲村優奈
ツナの持つ、「天空ライオン」の匣兵器を改造した大空属性のボンゴレ匣。通常の「天空ライオン」と同様、対象を周囲の環境と調和させる雄叫びを放つほか、唯一「防御形態（モード・ディフェーザ）」と「攻撃形態（モード・アタッコ）」の2つに形態変化する。ツナはこの匣兵器を「ナッツ」と呼んでいる。
性格は正にツナの心を映し出しており、平常時はとても臆病だがいざという時は抜群の力を発揮する。また、最初に開匣した時はツナの怯えを察知し、不完全な状態でツナに襲い掛かった。
持ち主のツナだけでなくシモンファミリーの炎真に懐いているが、豹変した炎真を見て恐怖に怯えてしまう。
I世のマント（マンテッロ・ディ・ボンゴレ・プリーモ）
天空ライオンVer.Vが防御形態に変化したマント。大空の炎を纏っており、相手の攻撃を周囲と「調和」させることで防御する。
I世のガントレット（ミテーナ・ディ・ボンゴレ・プリーモ）
天空ライオンVer.Vが攻撃形態に変化した手甲。死ぬ気の炎を収束し、パンチ力をX BURNERと同等にまで引き上げる。
ビッグバンアクセル
I世のガントレットを右腕に装備し、死ぬ気の炎を球状に収束した拳で殴りつける。X BURNERクラスの威力を持っているが、白蘭には白拍手で防がれてしまった。
バーニングアクセル
ボンゴレリングが原型に戻ったことで、より威力が増したビッグバンアクセル。大空の炎の推進力により切り返しも速くなっている。
ボンゴレギア「大空のリング Ver.X」
山本とクロームを助けたいという叫びが作用し、ギア化した。普段は中指に付ける長めの指輪状であり、そこから鎖が伸びて小指にも小型のリングがついている。
形態変化することで、手の甲にボンゴレの紋章が刻まれたガントレットに変化する。手だけではなく肘側にも炎の噴射口があり、そこから柔の炎を噴射することで両手撃ちを可能とした。
超Xストリーム（ハイパーイクスストリーム）
Xストリームのパワーアップ版。回転の遠心力のダメージだけではなく、ボンゴレギアによって上がった火力の熱風による熱でダメージを与え、呼吸できなくする効果も生まれた。
Xカノン（イクス カノン）
右腕のガントレットから大空の炎を弾丸のように撃ち出す。新生D戦では炎真の重力操作により、弾道を捻じ曲げて直撃させる荒技を披露した。
XX BURNER（ダブルイクス バーナー）
肘側の噴射口から放つ柔の炎で姿勢を制御し、クロスさせた両腕からナッツを模した巨大な剛の炎を放つ。通常のX BURNERの数倍の破壊力を持つ。
超収束 X BURNER（超収束 イクス バーナー）
大地のシモンリングの重力操作によって、炎を極一点に集中し、威力をそのままにX BURNERによる精密射撃を放つ。